# Municipio de Orleans (Nebraska)
El municipio de Orleans (en inglés: Orleans Township) es un municipio ubicado en el condado de Harlan en el estado estadounidense de Nebraska. En el año 2010 tenía una población de 483 habitantes y una densidad poblacional de 5,24 personas por km².

## Geografía
El municipio de Orleans se encuentra ubicado en las coordenadas 40°7′57″N 99°27′37″O / 40.13250, -99.46028. Según la Oficina del Censo de los Estados Unidos, el municipio tiene una superficie total de 92.13 km², de la cual 91,9 km² corresponden a tierra firme y (0,25 %) 0,23 km² es agua.

## Demografía
Según el censo de 2010, había 483 personas residiendo en el municipio de Orleans. La densidad de población era de 5,24 hab./km². De los 483 habitantes, el municipio de Orleans estaba compuesto por el 97,52 % blancos, el 0,21 % eran amerindios, el 0,62 % eran asiáticos, el 1,66 % eran de otras razas. Del total de la población el 2,28 % eran hispanos o latinos de cualquier raza.